# Suzuki GSF1200

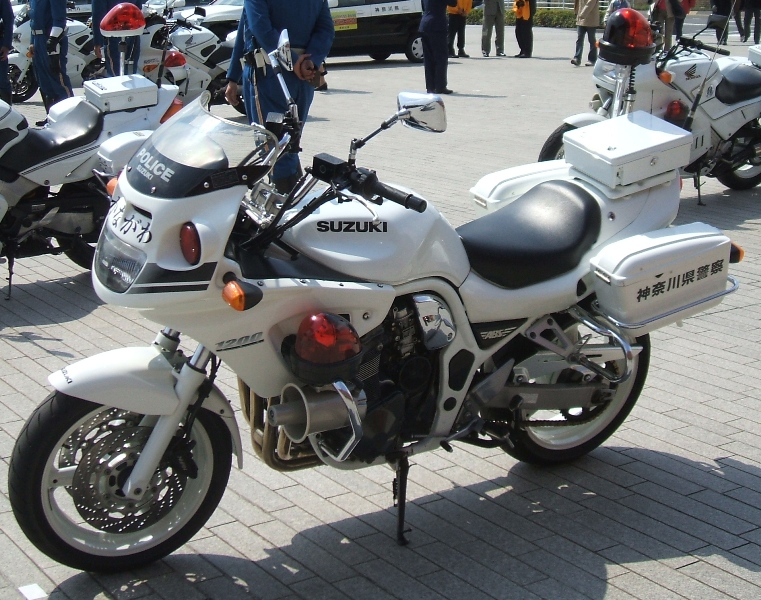
Suzuki GSF1200P (police version)

La Suzuki Bandit 1200 o Suzuki GSF1200 fue un modelo de motocicleta tipo naked parte de la línea de motocicletas Bandit fabricada por Suzuki de 1996 hasta el año 2006.

## Modelos
1995 y 1996
La Bandit 1200 fue lanzada generalmente en enero de 1996 pero unas pocas fueron registradas en 1995. Toma el poder de un motor sintonizado y ampliado de la GSX-R1100. Otras diferencias de los modelos de 600 cc de la línea incluyeron medidor de combustible, suspensión más alta, clutch hidráulico, discos de freno más grandes adelante y caja de 5 velocidades en lugar de la caja de 6 velocidades de la bandit de 600cc.
Muchas motocicleta Suzuki tienen grabados en el bloque del motor la capacidad del mismo, las 1200 Bandits (1,157 cc) no, sin embargo algunos modelos iniciales de 1995 tenían grabado 1,156 cc.  Las Bandits 1200 tienen piñón de 15 dientes y la (estrella o esprocket) atrás de 45 conectados con cadena 530V, 110 (de 110 eslabones).
1997
Sin cambios. Una versión de la S Bandit con frenos ABS fue introducida en algunos mercados. La Bandit con frenos antibloqueo ABS (anti-lock braking system) usaba cadena de 114 eslabones comparados con los 110 de la cadena del modelo estándar.
1998-2000
Sin cambios significativos.
2001
Las Bandits 1200 recibieron una renovación similar al que sus hermanas de 600cc habían recibido el año anterior:
- Nueva cola.
- Instrumentos completamente electrónicos.
- Nuevos carburadores.
- Suzuki PAIR (Pulsed Air Injection), inyección de aire pulsada, se inyectaba aire al escape para tratar de quemar los gases combustibles residuales y disminuir así la contaminación.
- Filtro de combustible adicional.
- Pinzas de freno Tokico (seis pistones adelante).
- Tanque de combustible de 20 litros (antes era de 19).
- Mejoras al cuadro y a la geometría de giro.
- Asiento a menor altura.
- Modelo S: Nuevo carenado con luces frontales dobles.

2004
Algunas de las motocicletas del 2004 recibieron convertidores catalíticos de 2 etapas, dependiendo del mercado, y modificaciones menores en los escapes.
2005
Los modelos (K5 y SK5) fueron los últimos de la segunda generación de Bandits 1200.
2006
Los modelos (K6 and SK6) del 2006 recibieron una renovación con una nueva forma al tanque de combustible, paneles laterales, asiento de altura ajustable, brazo más largo de perfil hexagonal. Las versiones "S" (carenadas) salieron con un nuevo perfil del carenado, nuevos espejos, y unas nuevas luces frontales una arriba de la otra en lugar de las anteriores que estaban lado a lado. Estos nuevos modelos ofrecían frenos ABS opcionales. En GB los frenos ABS estaban instalados de norma en el modelo SA. En algunos mercados se tuvieron motocicletas con manillares de altura ajustable. Hubo revisiones menores a la relación de velocidades en la transmisión.La Bandit 1200 del 2006 no se vendió en EE. UU. pero se siguió comercializando en el resto del mundo. La versión SK6 pertenecía a la tercera generación de motocicletas bandit 1200 por lo que es la única bandit 1200 de la tercera generación. Fue la última motocicleta de las Bandits con el sistema de enfriamiento SACS.